# Franciscanos espirituais
O franciscanismo espiritual abrange dois fenômenos, distintos, mas ligados entre si, que se desenvolveram nos dois primeiros séculos da história dos franciscanos.
Em sentido amplo, a expressão abrange os frades que defendiam que os franciscanos deveriam viver em uma pobreza absoluta e intransigente e, nesse sentido, defendiam uma interpretação literal da Regra sem ajustes, ou seja, sem interpretações oficiais que diminuíam seu rigor.
Em sentido estrito, a expressão se refere a um movimento específico que surgiu em meados dos anos setenta do século XIII e durou cinquenta anos, em dois contextos locais que são claramente identificáveis:
- nas cidades do sul da França, nas quais houve a pregação de Pietro di Giovanni Olivi (nesse contexto, o movimento também contava com a participação de );
- ermidas espalhadas nas montanhas do centro da Itália, nas quais o movimento era liderado por Angelo Clareno e Pietro da Macerata.

No caso do sul da França, o movimento também contava com a participação de beguinas e apoiadores leigos, como: Arnaldo de Vilanova.
Esses grupos mais restritos também se caracterizavam pelo forte discurso apocalíptico e críticas contra autoridades da Igreja, principalmente contra o Papa Bonifácio VIII e Giovanni da Morrovalle (Superior Geral dos Franciscanos).

## Histórico
Antes da morte de São Francisco já existia, entre os franciscanos, uma corrente de partidários da pobreza absoluta, que na época eram conhecidos como Zeloti ou Zelanti, enquanto que a corrente menos rigorosa era chamada simplesmente de "Comunidade". Os Zeloti queriam permanecer estritamente fiéis ao exemplo de São Francisco, vivendo em pobreza absoluta como indivíduos e como conventos e, desse modo, renunciar a qualquer privilégio, especialmente as dispensações, muitas vezes concedidas pelo Papa, à observância literal da Regra escrita por São Francisco.
Em meados do Século XIII, alguns desses franciscanos rigorosistas se identificaram com as teses apocalípticas de Joaquim de Fiore, que anunciava o advento de uma era em que o Espírito Santo faria nascer uma Igreja sem hierarquia e liderada por "homens espirituais". A partir desse momento, os franciscanos mais rigorosos passaram a se identificar como "espirituais".
A possibilidade de criação de uma nova congregação que aglutinasse os dissidentes foi inviabilizada, pois, na época, estava proibida a criação de novas congregações religiosas, conforme resolução de 1274, tomada no Segundo Concílio de Lyon. Esse contexto criou uma situação de confronto no interior dos franciscanos.
Em 1282, ocorreu um Capítulo Geral dos Franciscanos, em Estrasburgo, que designou sete professores da Universidade de Paris, incluindo os futuros ministros gerais Arlotto da Prato e Giovanni de Morrovalle, para examinar as opiniões de Pietro di Giovanni Olivi. Este exame resultou na condenação de trinta e quatro proposições de Olivi sobre o "mau uso de bens materiais". Um memorial com a lista dessas proposições foi enviado a todos os conventos da Provença. Também foi elaborado um documento de retratação, denominado como: Littera septo sealorum, que deveria ser assinado por Olivi, que, inicialmente, concordou em assinar, embora mais tarde tenha afirmado que foi forçado a assinar sem ter a oportunidade contestar.
Em 1285, ocorreu um novo Capítulo Geral dos Franciscanos, em Milão, que proibiu todos os franciscanos de ler as obras de Olivi.
Entre 1289 e 1295, Raimondo Gaufridi foi o Superior Geral dos Franciscanos. Raimondo obteve uma atenuação das sanções canônicas e coercitivas contra os espirituais, tendo inclusive conseguido a libertação de Roger Bacon.
Nesse contexto, em 1294, o Papa Celestino V permitiu que os espirituais formassem uma nova congregação, mas essa permissão foi revogada pelo Papa Bonifácio VIII (1294–1303), que, em 1295, depôs Raimondo do comando dos franciscanos.
Em maio de 1296, ocorreu um novo Capítulo Geral dos Franciscanos, em Anagni, que elegeu Giovanni de Morrovalle como novo Superior Geral, um candidato apoiado por Bonifácio VIII.
Após a eleição do Papa Clemente V (1305–1314), foi formada uma comissão de cardeais para propor soluções para o problema da divisão interna entre os franciscanos.
Em abril de 1309, Clemente V publicou uma carta denominada como: "Dudum ad apostolatus", que era favorável aos espirituais.
Em junho de 1310, ocorreu um novo Capítulo Geral dos Franciscanos, em Pádua, que , em decisão favorável aos preceitos dos espirituais, expropriou todos os objetos supérfluos ou preciosos em poder dos frades, tais como: roupas refinadas, livros, ferramentas e obras de arte.
Por outro lado, Clemente V continuou a rejeitar os pedidos de espirituais como Ubertino de Casale e Ângelo Clareno para formar uma congregação separada.
Sem possibilidade de separação e em minoria na congregação, a perseguição contra os "espirituais" se acentuou e esses passaram a ser cada vez mais marginalizados dentro da congregação.
Em 1316, o Papa João XXII (1316–1334), designou o inquisidor Bernardo Gui para reprimir os espirituais.
Entre 1317 e 1318, os espirituais foram definitivamente declarados como hereges, sendo, a partir desse momento, frequentemente condenados à morte na fogueira.